# Mesoruza kuehni
Mesoruza kuehni är en fjärilsart som beskrevs av W. Warren 1913. Mesoruza kuehni ingår i släktet Mesoruza och familjen nattflyn. Inga underarter finns listade i Catalogue of Life.